# Universitat de St Andrews
La Universitat de St Andrews és al petit poble de Saint Andrews, al comtat de Fife, i és la universitat més antiga d'Escòcia i una de les més antigues del Regne Unit, la tercera després d'Oxford i Cambridge. Va ser fundada al segle xv, entre 1410 i 1413, i en l'actualitat continua sent una de les universitats més prestigioses del país.
La universitat és relativament petita amb un municipi d'empleats i estudiants d'uns 6000. La universitat està estretament integrada amb la ciutat de St Andrews. Es divideix en quatre facultats d'Arts, Teologia, Ciència i Medicina.
Si bé la majoria de la recerca a St Andrews es produeix dins de les escoles acadèmiques, una sèrie de centres i instituts aborden projectes més amplis com els que es troben al Centre d'Ètica, Filosofia i Afers Públics.

## Història
La Universitat de St Andrews va ser fundada el 1410 en el priorat de la Catedral de St Andrews i va rebre una butlla papal de l'antipapa Benet XIII d'Avinyó el 28 d'agost de 1413. Aviat, la universitat va obtenir un important creixement: es va establir una facultat de Pedagogia el 1418, el St Salvator's College el 1450, el St Leonard's College el 1511, i el St Mary's College el 1537. Algunes d'aquestes institucions i edificis segueixen existint en l'actualitat, com la St Salvator's Chapel, situada al St Salvator's Quadrangle, on actualment hi ha diversos departaments de la universitat. En el moment de la seva fundació, la Universitat de St Andrews tenia un marcat caràcter religiós, i gran part de l'ensenyament anava a càrrec dels propis Agustins de la Catedral.
La Universitat va mantenir durant els següents segles la seva importància i la seva influència a Escòcia, però, durant el segle xix el nombre d'alumnes va baixar de forma considerable, fins a arribar a ser menys de 150 a la dècada de 1870. Per a solucionar aquest problema, en part, la universitat va fundar una facultat a Dundee (Escòcia), que es convertiria en un centre pioner en recerca mèdica i científica, que més tard s'independitzaria per convertir-se en la Universitat de Dundee. Durant el segle xx, especialment en la seva segona meitat, les institucions britàniques dominaren els primers llocs als rànquings internacionals i St Andrews va recuperar el seu prestigi perdut. Així van augmentar el nombre de matriculacions, efecte que es va estendre també a altres parts del món, especialment als Estats Units.
Als darrers anys, el Regne Unit és el país més popular d'Europa per als estudiants internacionals. Avui dia, aquesta universidad dona acollida a unes 12.000 persones, entre professors i estudiants.

## Facultats i departaments
La Universitat de St Andrews compta actualment amb les Facultats, subdividides en departaments:
- Biologia
- Medicina (Bute Medical School)
- Física i Astronomia
- Química: School of Chemistry
- Informàtica
- Matemàtiques i Estadística
- Direcció d'empreses
- Economia
- Relacions Internacionals
- Anglès (amb un centre especialitzat en Ensenyament de Llengua Anglesa (ELT: English Language Teaching)
- Llengües modernes
- Geografia
- Història de l'Art
- Història
- Teologia
- Estudis Clàssics
- Filosofia i Antropologia amb una secció d'Estudis cinematogràfics
- Psicologia

A més, a la Universitat hi ha la Royal Scottish Academy of Music and Drama (Reial Acadèmia Escocesa de Música i Drama).